# Kohei Mihara
Kohei Mihara (født 8. december 1989) er en japansk fodboldspiller.
Han har spillet for flere forskellige klubber i sin karriere, herunder Shonan Bellmare og Ehime FC.